# Lingang (köpinghuvudort i Kina, Jiangxi Sheng, lat 29,03, long 117,31)
Lingang är en köpinghuvudort i Kina. Den ligger i provinsen Jiangxi, i den sydöstra delen av landet, omkring 140 kilometer öster om provinshuvudstaden Nanchang. Antalet invånare är 27 106. Befolkningen består av 12 737 kvinnor och 14 369 män. Barn under 15 år utgör 27,0 %, vuxna 15-64 år 66 %, och äldre över 65 år 5,0 %.
Runt Lingang är det tätbefolkat, med 383 invånare per kvadratkilometer. Närmaste större samhälle är Leping, 19,8 km väster om Lingang. Trakten runt Lingang består till största delen av jordbruksmark.
Genomsnittlig årsnederbörd är 2 653 millimeter. Den regnigaste månaden är juni, med i genomsnitt 449 mm nederbörd, och den torraste är oktober, med 41 mm nederbörd.